# Arbeitsgericht Hannover

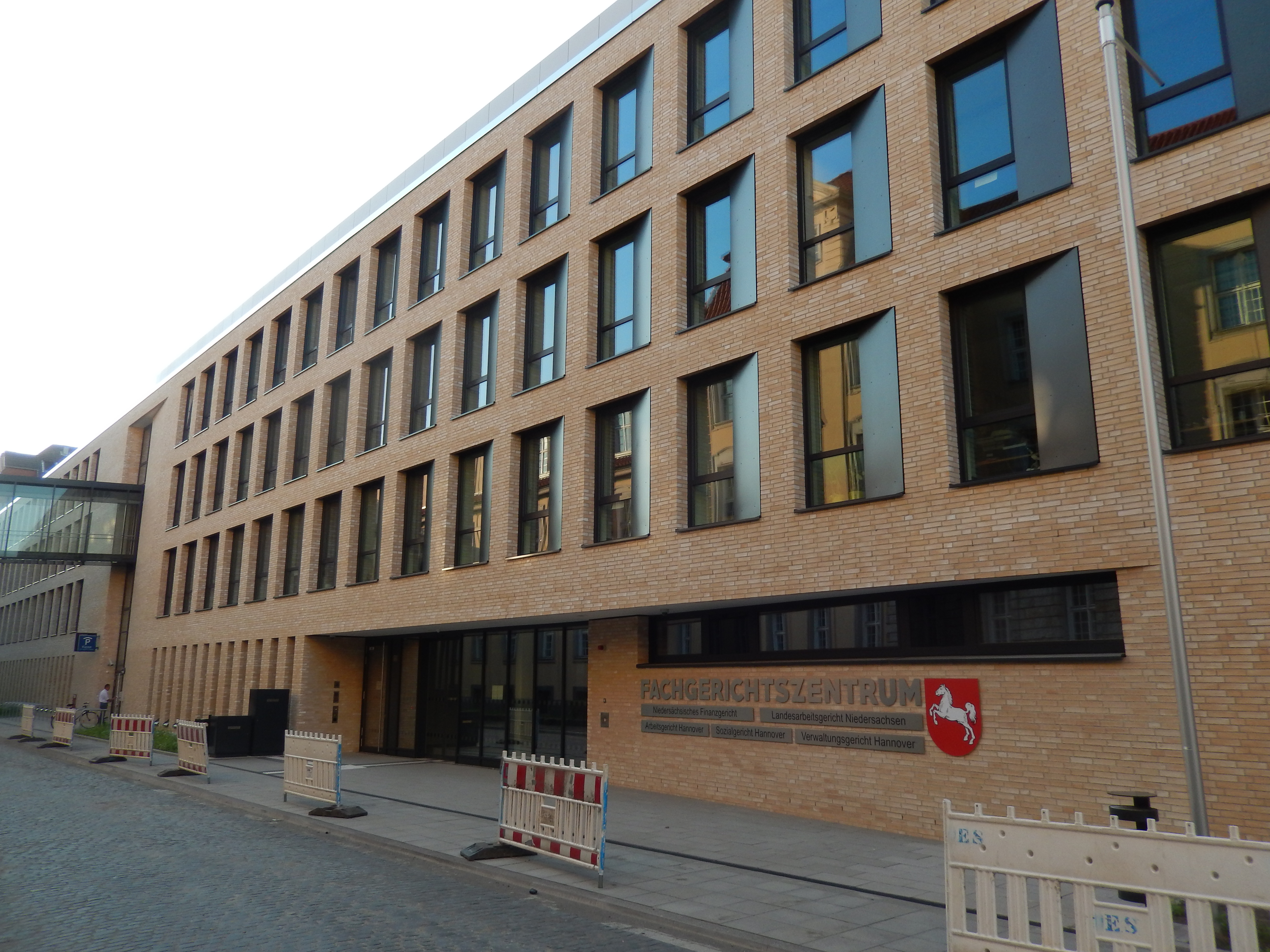
Arbeitsgericht Hannover im Fachgerichtszentrum in der Leonhardtstraße

Das Arbeitsgericht Hannover ist eines von 15 Arbeitsgerichten in Niedersachsen und hat seinen Sitz im Fachgerichtszentrum in der Leonhardtstraße in Hannover. Es ist zuständig für Arbeitsrechtsstreitigkeiten in der Region Hannover.
Mit 13 Kammern ist das Arbeitsgericht Hannover das größte in Niedersachsen. Jedes Jahr gehen zwischen 6000 und 9000 Klagen beim Gericht ein.

## Instanzenzug
Dem Arbeitsgericht Hannover ist das Landesarbeitsgericht Niedersachsen übergeordnet, das seinen Sitz ebenfalls in Hannover hat. Die darauf folgende Instanz ist das Bundesarbeitsgericht in Erfurt.

## Gerichtsgebäude

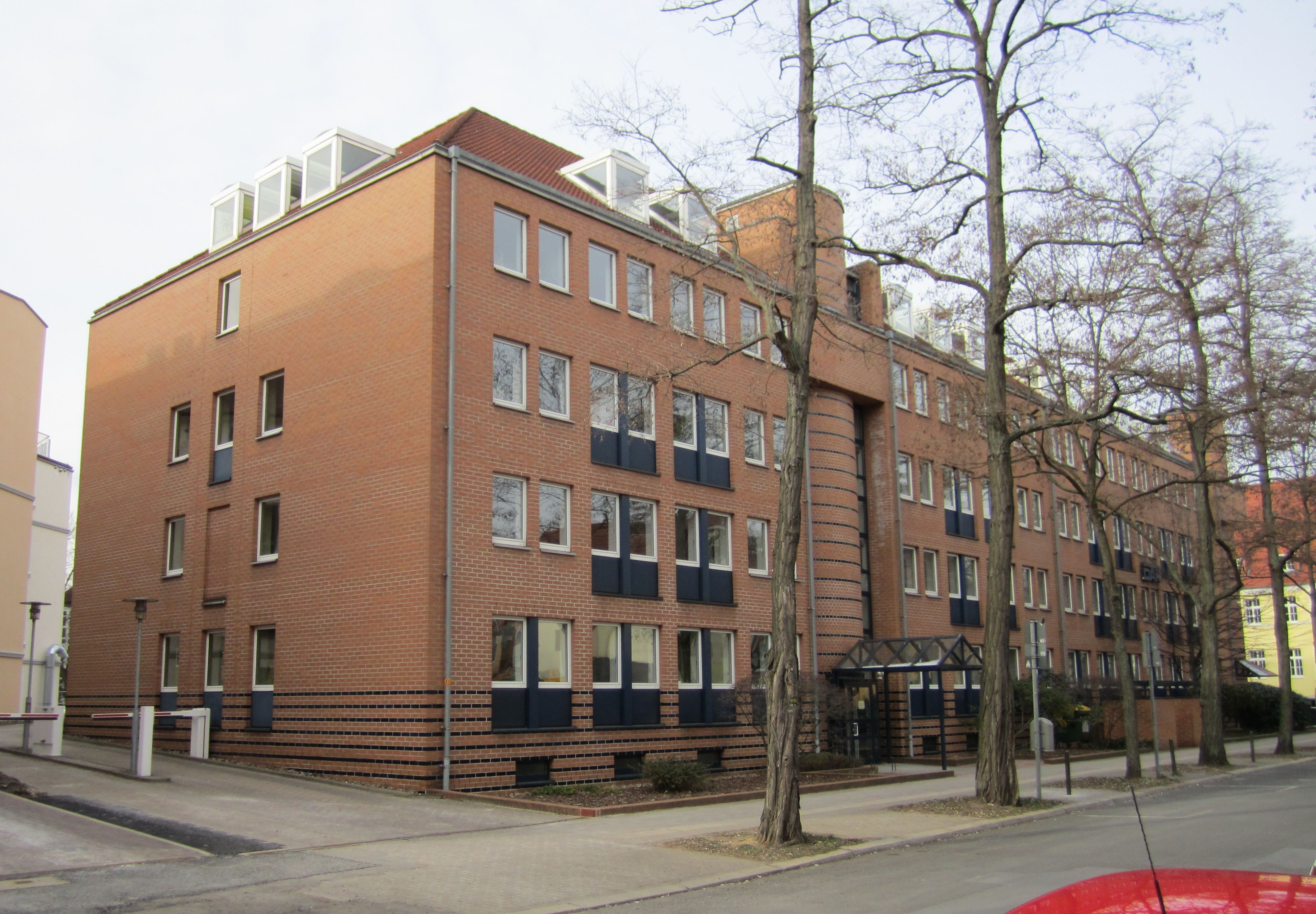
Arbeitsgericht Hannover in der Ellernstraße

Bis Mitte 2015 befand sich das Arbeitsgericht in der Ellernstraße im Stadtteil Zoo. Seitdem ist es im Fachgerichtszentrum in Hannover-Mitte ansässig.

## Geschichte
Gemäß Arbeitsgerichtsgesetz vom 23. Dezember 1926 wurden in Deutschland Arbeitsgerichte gebildet. Diese waren nur in der ersten Instanz organisatorisch selbstständige Gerichte, die Landesarbeitsgerichte waren den Landgerichten zugeordnet. Am Landgericht Hannover entstand so 1927 das Landesarbeitsgericht Hannover als eines von drei Landesarbeitsgerichten im Bezirk des Oberlandesgerichtes Celle. In Hannover entstand das Arbeitsgericht Hannover. Sein Sprengel umfasste die Bezirke der Amtsgerichte Burgwedel, Calenberg, Hannover, Neustadt am Rübenberge und Wennigsen sowie aus dem Sprengel des Amtsgerichts Burgdorf die Stadtgemeinde Lehrte und die Landgemeinden Ahlten, Ambostel, Bilm, Gretenberg, Höver, Ilten und Sehnde. Es bestand jeweils eine Kammer für Arbeiter, für Angestellte und für Handwerk. Daneben war eine Kammer für die Mitarbeiter der Reichsbahndirektion Hannover eingerichtet.
Nach der Besetzung Deutschlands durch die Alliierten wurden 1945 zunächst alle Gerichte geschlossen. Die ordentlichen Gerichte wurden schon bald wieder eröffnet, während die Arbeitsgerichte zunächst nicht wieder eingerichtet wurden, so dass arbeitsgerichtliche Streitigkeiten von den ordentlichen Gerichten erledigt werden mussten. Gemäß Kontrollratsgesetz 21 vom 30. März 1946 sollten in Deutschland Arbeitsgerichte aufgebaut werden. Das Arbeitsgericht Hannover entstand so neu.